# 太極

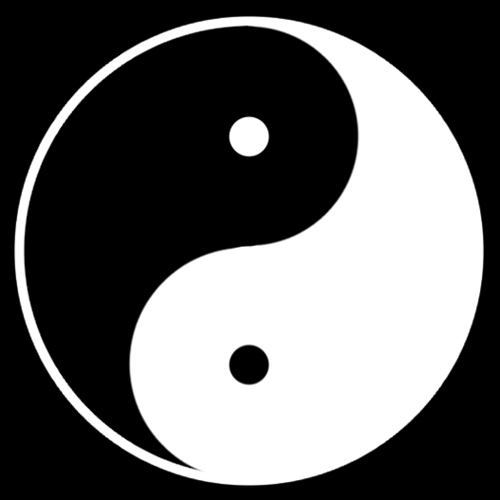
陰陽勾玉巴
（寿の字巴）

道教のシンボルともなった陰陽魚の太極図

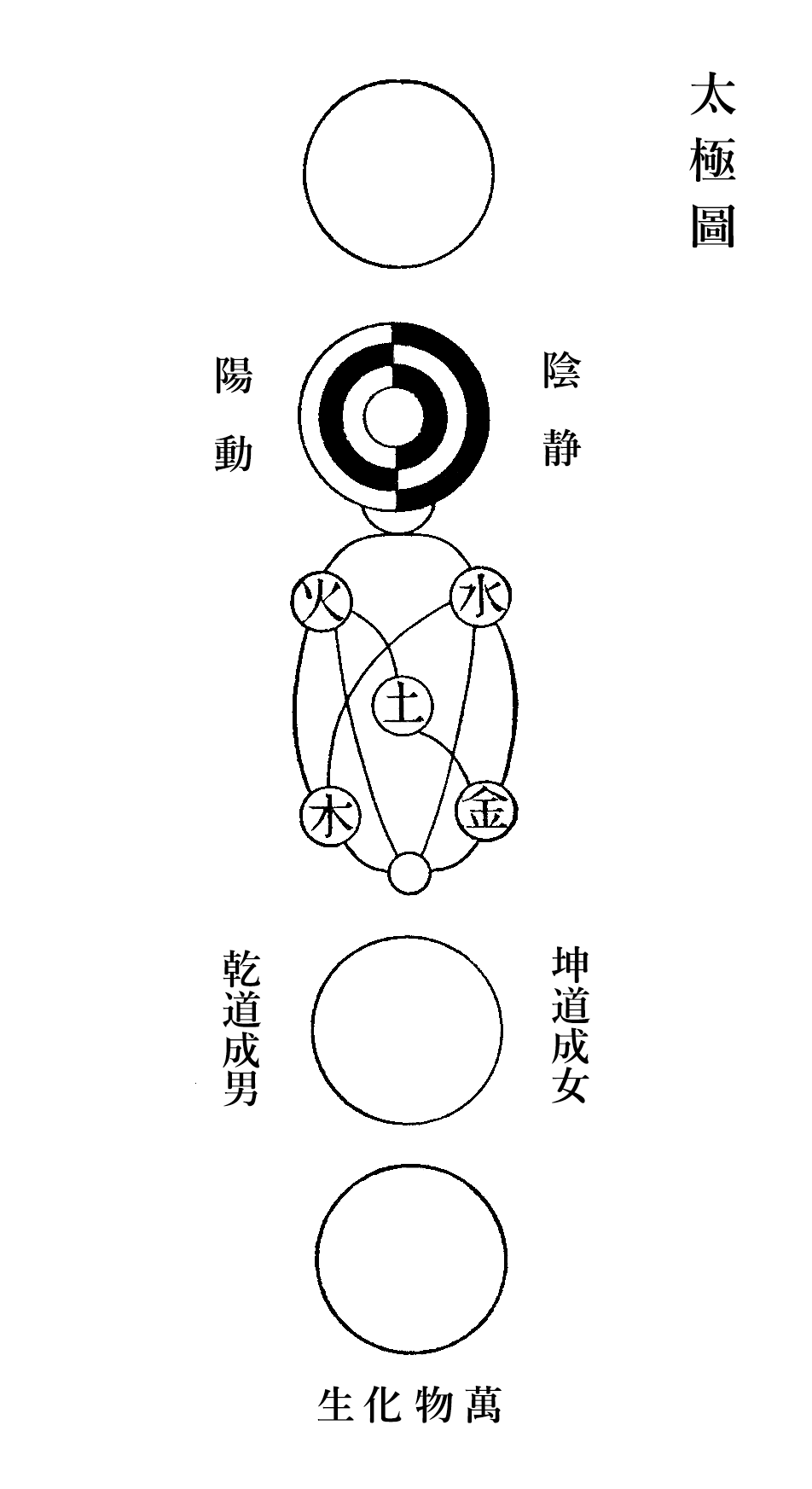
周敦頤『太極図説』に描かれた最初の太極図。朱子学によって重視された。

太極（たいきょく、簡体字: 太极; 拼音: tàijí、タイジー）とは、『易』の生成論において陰陽思想と結合して宇宙の根源として重視された概念である。道教や儒教（宋学・朱子学）に取り入れられた。

## 概要
中国の思想、太極は万物の根源であり、ここから陰陽の二元が生ずるとする。もともとは『易経』繋辞上伝にある言葉で「易有太極 是生兩儀 兩儀生四象 四象生八卦 八卦定吉凶 吉凶生大業」（易に太極あり、これ両儀を生じ、両儀は四象を生じ、四象は八卦を生ず。八卦は吉凶を定め、吉凶は大業を生ず）といったように易の八卦の生成過程、ひいては天地万物の生成論を示すものであった。これは道家の生成論として用いられた太一と類似する。

## 歴史
この生成論は早くに陰陽思想と結びつけられ、漢代、両儀は天地または陰陽、四象は四時の気、太極は春秋学から生まれた元気（根元の一気）の概念に措定され、元気-陰陽-四時-万物と解釈された。
魏晋以降になると、この構図は老荘思想の生成論の根本となる『老子道徳経』42章の「道生一 一生二 二生三 三生萬物」、道は一を生じ、一は二を生じ、二は三を生じ、三は万物を生ず、と対比され、太極=元気を『老子』の「一」や『荘子』の「一気」と見なし、その上位に老子の「道」を置くような解釈が行われた。
北宋になると周敦頤が『太極図説』によって『老子道徳経』28章の無極を取り入れ陰陽五行によって解釈した無極-太極-陰陽-五行-乾坤-男女-万物といった構図を図として提示した。南宋の朱熹は自説の理気二元論を説明するためにこの図を取り入れ、陰陽=気に先行する太極=理とした。なお朱熹は周敦頤が太極の前に冠した無極は太極に先行するものではなく、太極の性質を形容するものであるとして「無極にして太極」と解釈している。
また宋代から興った易学では太極から始まる宇宙生成を描いた図像が用いられるようになり、これを太極図という。